# Zession (Österreich)

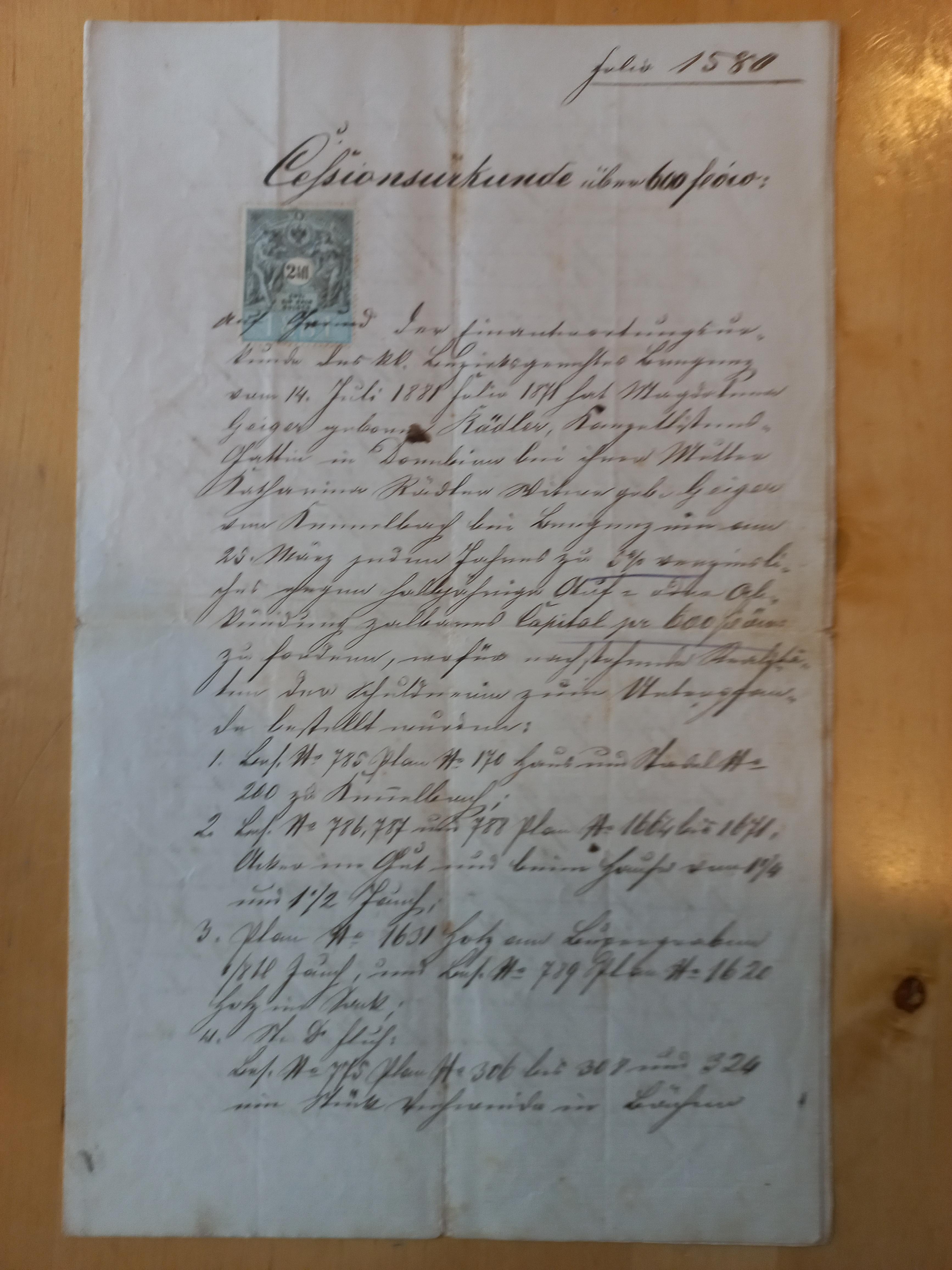
Zession einer Forderung aus dem Jahr 1864, handgeschrieben in Fraktur

Zession oder Cession (von lateinisch cessio) bezeichnet im österreichischen Zivilrecht nach der Legaldefinition in § 1392 des österreichischen ABGB die Übertragung einer Forderung von dem übertragenden Gläubiger (Zedent) auf einen empfangenden Gläubiger (Zessionar), der dann neuer Gläubiger wird. Die Abtretung erfolgt durch einen Vertrag zwischen Zedent und Zessionar.
Forderungen (beispielsweise die Forderung auf Darlehensrückzahlung) sind Sachen im Sinn des § 285 ABGB, konkret unkörperliche Sachen (nach § 292 ABGB). Wie eine (körperliche) bewegliche Sache verkauft und dann durch Übergabe übereignet oder eine (körperliche) unbewegliche Sache verkauft und dann durch grundbücherliche Eintragung übereignet wird, kann eine Forderung (also eine unkörperliche Sache) verkauft und dann durch Zession übertragen werden. Die Zession ist somit wie Übergabe oder grundbücherliche Eintragung ein Verfügungsgeschäft (Modus), das aufgrund eines Verpflichtungsgeschäftes (beispielsweise Kauf, Schenkung, Sicherungsabrede) vollzogen wird.
Durchgeführt wird die Zession durch den Abschluss des Verfügungsgeschäfts. Es bestehen keine Formpflichten. Auch die Verständigung des Schuldners ist grundsätzlich nur deklarativ, jedoch kann dieser ohne Verständigung auch (noch) schuldbefreiend an den Altgläubiger leisten. Bei der Sicherungszession bedarf es aufgrund der Ähnlichkeit zum Pfandrecht einer konstitutiven Verständigung des Schuldners. In jedem Fall bleibt die Schuld dieselbe, und dem Schuldner stehen alle Einreden zu, die er gegen den Altgläubiger hatte. Der Schuldner darf nicht schlechter gestellt werden als vor der Abtretung (§ 1394 ABGB). Der Zedent leistet dem Zessionar Gewähr für die Richtigkeit und Einbringlichkeit der Forderung.
Die Zession umfasst im Zweifel (ohne gegenteilige Abrede) auch Nebenrechte (beispielsweise Pfandrecht, Bürgschaft). Nach der herrschenden Lehrmeinung (Koziol/Welser) ist jedoch beim Pfandrecht jedenfalls der sachenrechtliche Modus (beispielsweise Übergabe) einzuhalten. Da das Eigentum selbst kein Nebenrecht der Forderung ist, erfordert die Übertragung eines Eigentumsvorbehalts einen eigenen Akt, nämlich eine Besitzanweisung (Der Schuldner wird angewiesen, die Sache für den Zessionar und nicht mehr für den Zedenten innezuhaben.).
Abtretbar sind nach § 1393 ABGB alle veräußerlichen Rechte, also obligatorische Rechte. Dingliche Rechte (beispielsweise Eigentum) können freilich nicht „zediert“ werden; für sie gelten die sachenrechtlichen Regeln. Nicht zedierbar sind höchstpersönliche Rechte (beispielsweise Unterhaltsforderungen). Gesetzliche Zessionsverbote bestehen auch beispielsweise beim Wiederkaufsrecht.